# Prismă hexagonală parabiaugmentată
În geometrie prisma hexagonală parabiaugmentată este un poliedru convex construit prin augmentarea unei prisme hexagonale prin atașarea a două piramide pătrate (J1) pe două din fețele sale laterale opuse. Este poliedrul Johnson J55. Când două astfel de piramide sunt atașate la fețele laterale care nu sunt adiacente sau opuse, rezultatul este o prismă hexagonală metabiaugmentată (J56). (Poliedrul obținut prin atașarea piramidelor la fețele laterale adiacente nu este convex, prin urmare nu este un poliedru Johnson.)
Având 14 fețe, este un tetradecaedru.

## Mărimi asociate
Pentru o prismă hexagonală augmentată cu lungimea laturilor egală cu 2 coordonatele vârfurilor sunt date de:
{\displaystyle (\pm 1;\;\pm 1;\;\pm {\sqrt {3}}),}
{\displaystyle (\pm 2;\;\pm 1;\;0),}
{\displaystyle (0;\;0;\;\pm ({\sqrt {2}}+{\sqrt {3}})).}
În acest caz, axa de simetrie a poliedrului va coincide cu axa Oz, iar două plane de simetrie vor coincide cu planele xOz și yOz.
Următoarele formule pentru arie, A și volum, V sunt stabilite pentru lungimea laturilor tuturor poligoanelor (care sunt regulate) a:
{\displaystyle A=(4+5{\sqrt {3}})\,a^{2}\approx 12,660254~a^{2},}
{\displaystyle V={\frac {1}{6}}(2{\sqrt {2}}+9{\sqrt {3}})\,a^{3}\approx 3,069481~a^{3}.}